# Mordellistenochroa fallaciosa
Mordellistenochroa fallaciosa là một loài bọ cánh cứng trong họ Mordellidae. Loài này được Ermisch miêu tả khoa học năm 1969.